# Жуакін Крус
Жуакін Карвалью Крус (порт.-браз. Joaquim Carvalho Cruz; нар. 12 березня 1963) — бразильський легкоатлет, що спеціалізується на бігу на середні дистанції, олімпійський чемпіон 1984 року, срібний призер Олімпійських ігор 1988 року.

## Кар'єра
| Рік                  | Змагання             | Місто                | Місце                | Дисципліна           | Примітки             |
| Представник Бразилія | Представник Бразилія | Представник Бразилія | Представник Бразилія | Представник Бразилія | Представник Бразилія |
| -------------------- | -------------------- | -------------------- | -------------------- | -------------------- | -------------------- |
| 1983                 | Чемпіонат світу      | Гельсінкі, Фінляндія | 3                    | 800 метрів           | 1:44.27              |
| 1984                 | Олімпійські ігри     | Лос-Анджелес, США    | 1                    | біг на 800 метрів    | 1:43.00              |
| 1984                 | Олімпійські ігри     | Лос-Анджелес, США    | —                    | біг на 1500 метрів   | DNS                  |
| 1988                 | Олімпійські ігри     | Сеул, Південна Корея | 2                    | біг на 800 метрів    | 1:43.90              |
| 1988                 | Олімпійські ігри     | Сеул, Південна Корея | 7 (забіги)           | біг на 1500 метрів   | 3:40.92              |
| 1995                 | Чемпіонат світу      | Гетеборг, Швеція     | —                    | 1500 метрів          | DNS                  |
| 1996                 | Олімпійські ігри     | Атланта, США         | 8 (забіги)           | біг на 1500 метрів   | 3:45.32              |